# Lengfeld (Türingia)
Lengfeld település Németországban, azon belül Türingiában. Lakosainak száma 378 fő (2023. december 31.).

## Népesség
A település népességének változása:
| Lakosok száma | 450  | 423  | 417  | 396  | 388  | 378  |
|               | 2014 | 2017 | 2019 | 2021 | 2022 | 2023 |